# Campionati del mondo di corsa campestre 1996
Il XXIV campionato mondiale di corsa campestre (in inglese 1996 IAAF World Cross Country Championships) si tenne il 23 marzo 1996 a Stellenbosch, in Sudafrica, allo stadio Danie Craven presso la locale Università.
Vi presero parte 669 atleti in rappresentanza di 65 Paesi.
Il titolo maschile fu vinto da Paul Tergat mentre quello femminile da Gete Wami.

## Paesi partecipanti
Paesi partecipanti e numero di atleti per Paese:
- Algeria (6)
- Angola (3)
- Argentina (8)
- Australia (15)
- Bielorussia (7)
- Belgio (16)
- Botswana (10)
- Brasile (20)
- Camerun (4)
- Canada (18)
- Rep. Ceca (4)
- Cina (7)
- Colombia (10)
- Rep. del Congo (1)
- Croazia (3)
- Egitto (2)
- Estonia (1)
- Etiopia (27)
- Figi (6)
- Finlandia (16)
- Francia (27)
- Germania (2)

- Giamaica (10)
- Giappone (22)
- Gran Bretagna (26)
- Hong Kong (1)
- India (18)
- Irlanda (14)
- Israele (1)
- Italia (27)
- Jugoslavia (5)
- Kazakistan (2)
- Kenya (26)
- Lesotho (9)
- Lituania (1)
- Malawi (7)
- Mauritius (12)
- Messico (12)
- Marocco (17)
- Mozambico (5)
- Namibia (11)
- Nuova Zelanda (12)
- Paesi Bassi (16)
- Papua Nuova Guinea (8)

- Polonia (1)
- Portogallo (17)
- Romania (13)
- Russia (10)
- Senegal (1)
- Seychelles (4)
- Slovacchia (2)
- Spagna (27)
- Sudafrica (27)
- Stati Uniti (26)
- eSwatini (6)
- Svezia (1)
- Svizzera (8)
- Taipei cinese (2)
- Tagikistan (2)
- Tanzania (10)
- Uganda (7)
- Ucraina (6)
- Ungheria (2)
- Zambia (3)
- Zimbabwe (19)

## Risultati
I risultati del campionato sono stati:

### Individuale (uomini seniores)
| Pos. | Atleta             | Nazione       | Tempo (m's") |
| ---- | ------------------ | ------------- | ------------ |
|      | Paul Tergat        | Kenya         | 33'44"       |
|      | Salah Hissou       | Marocco       | 33'56"       |
|      | Ismael Kirui       | Kenya         | 33'57"       |
| 4    | Paul Koech         | Kenya         | 34'10"       |
| 5    | Haile Gebrselassie | Etiopia       | 34'28"       |
| 6    | Joseph Kimani      | Kenya         | 34'30"       |
| 7    | Khalid Skah        | Marocco       | 34'34"       |
| 8    | Smail Sghir        | Marocco       | 34'34"       |
| 9    | William Kiptum     | Kenya         | 34'35"       |
| 10   | Josephat Machuka   | Kenya         | 34'37"       |
| 11   | Abraham Assefa     | Etiopia       | 34'55"       |
| 12   | Jon Brown          | Gran Bretagna | 34'55"       |

### Squadre (uomini seniores)
| Paul Tergat        | 1    |
| Ismael Kirui       | 3    |
| Paul Koech         | 4    |
| Joseph Kimani      | 6    |
| William Kiptum     | 9    |
| Josephat Machuka   | 10   |
| (Stephen Kipkorir) | (14) |
| (James Songok)     | (23) |
| (James Kariuki)    | (61) |

| Salah Hissou       | 2    |
| Khalid Skah        | 7    |
| Smail Sghir        | 8    |
| Abderrahim Zitouna | 13   |
| Mustapha Bamouh    | 29   |
| Khaled Boulami     | 40   |
| (Mohamed Issangar) | (52) |
| (Abdelaziz Sahere) | (54) |
| (Brahim Boulami)   | (78) |

| Haile Gebrselassie | 5     |
| Abraham Assefa     | 11    |
| Habte Jifar        | 17    |
| Fita Bayissa       | 18    |
| Ayele Mezegebu     | 21    |
| Chala Kelele       | 35    |
| (Girma Tolla)      | (39)  |
| (Nigousse Urge)    | (71)  |
| (Tesfaye Tafa)     | (DNF) |

- Nota: gli atleti tra parentesi non hanno concorso al punteggio totale della squadra

### Individuale (uomini under 20)
| Pos. | Atleta          | Nazione | Tempo (m's") |
| ---- | --------------- | ------- | ------------ |
|      | David Chelule   | Kenya   | 24'06"       |
|      | Assefa Mezegebu | Etiopia | 24'19"       |
|      | Samuel Chepkok  | Kenya   | 24'24"       |
| 4    | Elijah Korir    | Kenya   | 24'26"       |
| 5    | Charles Kwambai | Kenya   | 24'28"       |
| 6    | Mizan Mehari    | Etiopia | 24'51"       |
| 7    | Kipchumba Mitei | Kenya   | 24'55"       |
| 8    | Million Wolde   | Etiopia | 24'56"       |
| 9    | Patrick Ivuti   | Kenya   | 25'00"       |
| 10   | Lemma Alemayehu | Etiopia | 25'34"       |
| 11   | Miloud Abaoub   | Algeria | 25'42"       |
| 12   | David Galindo   | Messico | 25'43"       |

### Squadre (uomini under 20)
| David Chelule     | 1   |
| Samuel Chepkok    | 3   |
| Elijah Korir      | 4   |
| Charles Kwambai   | 5   |
| (Kipchumba Mitei) | (7) |
| (Patrick Ivuti)   | (9) |

| Assefa Mezegebu | 2    |
| Mizan Mehari    | 6    |
| Million Wolde   | 8    |
| Lemma Alemayehu | 10   |
| (Sisay Bezabeh) | (13) |
| (Geremew Haile) | (28) |

| Aziz Driouche        | 14    |
| Abderrahman Chmaiti  | 19    |
| Rachid Amroug        | 20    |
| Rachid Boulahdid     | 41    |
| (Ahmed Ezzobayry)    | (47)  |
| (Abdelghani Lahlali) | (DNF) |

- Nota: gli atleti tra parentesi non hanno concorso al punteggio totale della squadra

### Individuale (donne seniores)
| Pos. | Atleta           | Nazione    | Tempo (m's") |
| ---- | ---------------- | ---------- | ------------ |
|      | Gete Wami        | Etiopia    | 20'12"       |
|      | Rose Cheruiyot   | Kenya      | 20'18"       |
|      | Naomi Mugo       | Kenya      | 20'21"       |
| 4    | Derartu Tulu     | Etiopia    | 20'21"       |
| 5    | Colleen de Reuck | Sudafrica  | 20'21"       |
| 6    | Fernanda Ribeiro | Portogallo | 20'23"       |
| 7    | Julia Vaquero    | Spagna     | 20'28"       |
| 8    | Jane Ngotho      | Kenya      | 20'31"       |
| 9    | Gabriela Szabó   | Romania    | 20'37"       |
| 10   | Berhane Adere    | Etiopia    | 20'37"       |
| 11   | Sally Barsosio   | Kenya      | 20'43"       |
| 12   | Iulia Negura     | Romania    | 20'55"       |

### Squadre (donne seniores)
| Rose Cheruiyot      | 2    |
| Naomi Mugo          | 3    |
| Jane Ngotho         | 8    |
| Sally Barsosio      | 11   |
| (Florence Barsosio) | (15) |
| (Lornah Kiplagat)   | (80) |

| Gete Wami     | 1    |
| Derartu Tulu  | 4    |
| Berhane Adere | 10   |
| Getenesh Urge | 29   |
| (Asha Gigi)   | (43) |
| (Kore Alemu)  | (57) |

| Gabriela Szabó    | 9    |
| Iulia Negura      | 12   |
| Elena Fidatof     | 17   |
| Mariana Chirila   | 32   |
| (Viorica Ghican)  | (38) |
| (Lelia Deselnicu) | (41) |

- Nota: gli atleti tra parentesi non hanno concorso al punteggio totale della squadra

### Individuale (donne under 20)
| Pos. | Atleta              | Nazione   | Tempo (m's") |
| ---- | ------------------- | --------- | ------------ |
|      | Kutre Dulecha       | Etiopia   | 13'27"       |
|      | Annemari Sandell    | Finlandia | 13'32"       |
|      | Jepkorir Ayabei     | Kenya     | 13'35"       |
| 4    | Nancy Kipron        | Kenya     | 13'49"       |
| 5    | Edna Kiplagat       | Kenya     | 13'50"       |
| 6    | Etaferahu Tarekegn  | Etiopia   | 13'53"       |
| 7    | Cristina Iloc       | Romania   | 13'56"       |
| 8    | Shura Hotesa        | Etiopia   | 13'59"       |
| 9    | Elizabeth Cheptanui | Kenya     | 14'00"       |
| 10   | Caroline Tarus      | Kenya     | 14'04"       |
| 11   | Ayelech Worku       | Etiopia   | 14'09"       |
| 12   | Sintayahu Fikre     | Etiopia   | 14'12"       |

### Squadre (donne under 20)
| Jepkorir Ayabei     | 3    |
| Nancy Kipron        | 4    |
| Edna Kiplagat       | 5    |
| Elizabeth Cheptanui | 9    |
| (Caroline Tarus)    | (10) |

| Kutre Dulecha      | 1    |
| Etaferahu Tarekegn | 6    |
| Shura Hotesa       | 8    |
| Ayelech Worku      | 11   |
| (Sintayahu Fikre)  | (12) |
| (Zenebech Tadese)  | (14) |

| Emiko Kojima     | 15   |
| Yuka Hata        | 16   |
| Tomoko Hashimoto | 17   |
| Kaori Yoshimura  | 22   |
| (Emi Kato)       | (63) |
| (Ayumi Iwashita) | (64) |

- Nota: gli atleti tra parentesi non hanno concorso al punteggio totale della squadra

## Medagliere
Legenda
     Paese ospitante
| Posizione | Paese                                     | Oro | Argento | Bronzo | Totale |
| --------- | ----------------------------------------- | --- | ------- | ------ | ------ |
| 1         | Kenya                                     | 6   | 1       | 4      | 11     |
| 2         | Repubblica Popolare Democratica d'Etiopia | 2   | 4       | 1      | 7      |
| 3         | Marocco                                   | 0   | 2       | 1      | 3      |
| 4         | Finlandia                                 | 0   | 1       | 0      | 1      |
| 5         | Giappone                                  | 0   | 0       | 1      | 1      |
| 5         | Romania                                   | 0   | 0       | 1      | 1      |
| Totale    | Totale                                    | 8   | 8       | 8      | 24     |